# Ich habe genug, BWV 82

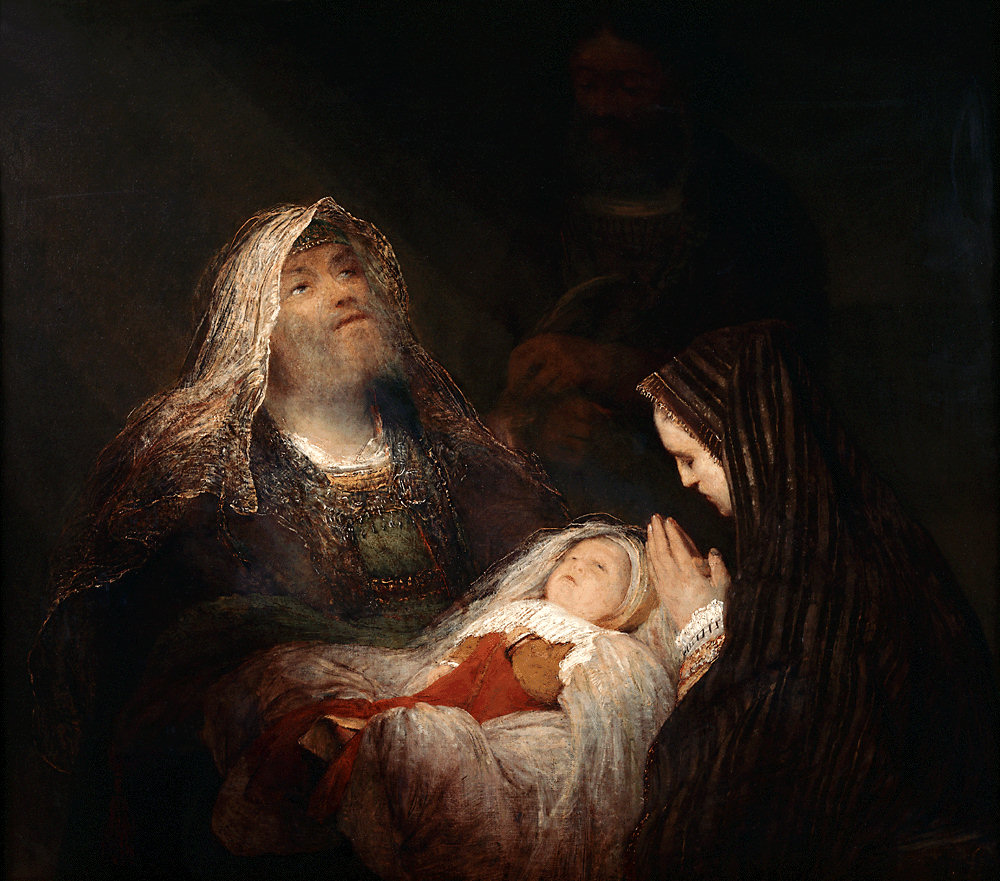
Cántico de Simeón de Aert de Gelder, c.1710.

Ich habe genug, BWV 82 (original: Ich habe genung; en español: Ya tengo suficiente) es una cantata de iglesia escrita por Johann Sebastian Bach en Leipzig para la festividad de Mariae Reinigung (Purificación de María) y estrenada el 2 de febrero de 1727. Se trata de una cantata para solista, en este caso para la voz de bajo.
La BWV 82a es una versión para soprano que fue estrenada posiblemente en 1731. En esta versión la parte de oboe obbligato fue sustituida por una para flauta travesera. Parte de la música aparece en el Pequeño libro de Anna Magdalena Bach. La obra es interpretada de forma habitual y es la grabada con mayor frecuencia de todas las cantatas de Bach.

## Historia
Bach compuso esta obra durante su cuarto año como Thomaskantor en Leipzig para la festividad de la Purificación de María, conocida como Mariae Reinigung. La cantata fue interpretada por primera vez el 2 de febrero de 1727. La partitura autógrafa y las particellas que se han conservado muestran que él la interpretó al menos en otras tres ocasiones. En una versión para soprano, BWV 82a, posiblemente estrenada en 1731 o incluso en 1730; otra versión para soprano en 1735; y de nuevo la versión para bajo con pequeñas modificaciones con respecto al original que se interpretó después de 1745. Obviamente Bach tenía esta obra en alta estima.
El primer recitativo y la mayor parte del aria Schlummert ein fueron copiadas al Pequeño libro de Anna Magdalena Bach en una versión con acompañamiento del continuo, presumiblemente introducida por Anna Magdalena Bach para su propio uso. Siguiendo a Alfred Dürr, otras cantatas que Bach preparó para la misma ocasión son Komm, du süße Todesstunde, BWV 161, Ich lasse dich nicht, du segnest mich denn, BWV 157 y Der Friede sei mit dir, BWV 158, con temas similares. En la primera versión de la cantata, la elección de la voz de bajo probablemente pretendía representar al anciano Simeón. La voz de soprano muestra más claramente que la situación es equivalente a la de cualquier creyente.

## Análisis

### Texto
Las lecturas establecidas para ese día eran del libro de Malaquías, "el Señor vendrá a su templo" (Malaquías 3:1-4), y del evangelio según San Lucas, la purificación de María y la presentación de Jesús en el Templo, incluyendo el cántico Nunc dimittis de Simeón (Lucas 2:22-32), en el cual se basa el libreto. 
En años anteriores Bach había compuesto dos cantatas centrándose en el cántico de Simeón, Erfreute Zeit im neuen Bunde, BWV 83 en 1724 y sobre la paráfrasis del cántico de Lutero, Mit Fried und Freud ich fahr dahin, BWV 125 en 1725. Más que en estas primeras obras, un poeta anónimo subraya el deseo de escapar de la miseria terrenal y unirse con Jesús.

### Instrumentación
La obra está escrita para una sola voz solista (bajo); oboe, dos violines, viola y bajo continuo.

### Estructura
Consta de cinco movimientos.
1. Aria: Ich habe genug
2. Recitativo: Ich habe genug
3. Aria: Schlummert ein, ihr matten Augen
4. Recitativo: Mein Gott! wenn kömmt das schöne: Nun!
5. Aria: Ich freue mich auf meinen Tod

En la versión para soprano, BWV 82a, Bach llevó a cabo una transposición de do menor a mi menor y sustituyó la parte de oboe por la flauta con ligeras modificaciones. En la versión para bajo de la década de 1740 un oboe da caccia es el instrumento obbligato.
El primer movimiento, un aria, empieza con una expresiva melodía del oboe obbligato que es tomada por la voz en las palabras Ich habe genug (Tengo suficiente). El salto ascendente del inicio de sexta menor es una reminiscencia del aria Erbarme dich (Ten piedad) en la Pasión según San Mateo, BWV 244 de Bach y el aria Wenn kömmst du, mein Heil? (¿Cuándo vendrás, mi salvación?) de Wachet auf, ruft uns die Stimme, BWV 140. El primer motivo se transforma en una frase que aparece al final de tres secciones vocales. Un motivo similar da comienzo a la sección central sobre las palabras Ich hab ihn erblickt (Le he visto), volviéndose ascendente al final. Klaus Hofmann señala un "sentimiento de serena satisfacción con la vida" en "tonos elegíacos", como expresión del aria. El musicólogo Julian Mincham subraya "ese instante en que cuerpo y alma llegan a descansar y están resignados y en completa armonía. Bach encapsula esta experiencia de paz y sumisión aquiescente más allá de cualquier cosa que las simples palabras puedan expresar". Él considera los "fluidos arabescos del oboe", que el cantante imita dos veces sobre la palabra Freude (alegría), una "clara indicación de que su función expresiva es proclamar la dicha personal del cristiano, un elemento inextricable de esta importante experiencia vital".
El siguiente recitativo se inicia con las mismas palabras que el aria, Ich habe genug, aunque sobre una nueva melodía. La sección central hace hincapié sobre las palabras Laßt uns mit diesem Manne ziehn! (Dejadnos ir con este hombre), que habla de seguir a Jesús, mediante un arioso en el cual el continuo sigue al cantante.
El aria Schlummert ein, ihr matten Augen (Cerraos, cansados párpados) es una "Schlummer-Arie" (aria de sueño). En una compleja estructura, no es solamente un aria da capo en tres secciones enmarcada por un ritornello de la cuerda, sino que repite la primera sección en medio de la sección central. Hay un uso habitual de notas pedales que sugieren descanso y calderones que detienen el movimiento hacia delante. Mincham lo describió de la siguiente forma "las frecuentes pausas, donde todo se queda temporalmente en un punto muerto, son indicativas de que la conclusión pacífica de la vida en que no hay actividad y el desorden es una cosa del pasado".
Un breve recitativo secco, Mein Gott! wenn kömmt das schöne: Nun! (¡Dios mío! ¿Cuándo llegará el bello ahora?) termina con una línea de continuo descendente, que sugiere "despedirse y ser bajado a la acogedora tumba".
La última aria es una alegre danza, que anticipa la muerte como el cumplimiento del deseo, Ich freue mich auf meinen Tod (Me alegrará mi muerte). El "anhelo de alegría para el más allá" es expresado por "ágiles coloraturas que caracterizan todo el movimiento". Mincham indica que el aria final se corresponde con la primera por la semejanza de la orquestación con el instrumento obbligato, la tonalidad y el compás ternario. La última aria es más rápida, marcada con la indicación vivace. El texto primero trata sobre el "gozo por la anticipación de la muerte y el deseo de que esto suceda de forma inminente", y en la sección central aborda la "convicción de que la muerte nos va a liberar de la miseria del mundo a la que hemos estado encadenados".

## Discografía selecta
De esta pieza se han realizado una serie de grabaciones entre las que destacan las siguientes.
Se trata de una de las cantatas sacras más conocidas de Bach, arreglada tanto para solista masculino como para solista femenina. También es "la grabada con mayor frecuencia de todas las cantatas de Bach durante un periodo de más de sesenta años", incluyendo 101 grabaciones completas y unas cuantas más de movimientos individuales, especialmente la versión del Pequeño libro de Anna Magdalena Bach. Dietrich Fischer-Dieskau grabó la cantata en tres ocasiones, en 1951 con Karl Ristenpart, en 1969 con Karl Richter, en 1983 con Helmuth Rilling. En 1966 Janet Baker fue la solista en una grabación dirigida por Yehudi Menuhin.
- 1948 – J.S. Bach: Cantata No. 82. Walter Susskind, Philharmonia Orchestra, Hans Hotter (Columbia)
- 1951 – Bach: Kantaten BWV 56 & 82. Karl Ristenpart, Kammerorchester Karl Ristenpart, Dietrich Fischer-Dieskau (Archiv Produktion)
- 1964 – Les Grandes Cantates de J.S. Bach Vol. 18. Fritz Werner, Pforzheim Chamber Orchestra, Barry McDaniel (Erato)
- 1966 – Bach: Two Solo Cantatas: BWV 169, 82. Yehudi Menuhin, Bath Festival Orchestra, Janet Baker (EMI)
- 1969 – J.S. Bach: Kantaten BWV 56 & 82. Karl Richter, Münchener Bach-Orchester, Dietrich Fischer-Dieskau
- 1977 – Bach: Cantatas BWV 56, 4, 82. Frans Brüggen, Max van Egmond (Sony)
- 1983 – Die Bach Kantate Vol. 4. Helmuth Rilling, Bach-Collegium Stuttgart, Dietrich Fischer-Dieskau (Hänssler)
- 1984 – J.S. Bach: Solokantaten. Hans Stadlmair, Münchener Kammerorchester, Josef Loibl (Schwann Musica Sacre)
- 1986 – J.S. Bach: Cantatas BWV 202, 82a, 199. Dominique Debart, Ensemble Instrumental de Basse Normandie, Teresa Żylis-Gara (Rudolphe)
- 1991 – J.S. Bach: Cantates pour basse. Philippe Herreweghe, La Chapelle Royale, Peter Kooy (Harmonia Mundi)
- 1993 – J.S. Bach: Cantatas BWV 82, 49, 58. Sigiswald Kuijken, La Petite Bande, Klaus Mertens (Accent)
- 2000 – J.S. Bach: Cantatas for the Feast of Purification of Mary. John Eliot Gardiner, English Baroque Soloists, Peter Harvey (Soli Deo Gloria)
- 2001 – J.S. Bach: Complete Cantatas Vol. 16. Ton Koopman, Klaus Mertens, Amsterdam Baroque Orchestra (Antoine Marchand)
- 2002 – Bach Cantatas BWV 82 & 199. Craig Smith, Emmanuel Music, Lorraine Hunt Lieberson (Nonesuch)
- 2006 – Bach: Kantaten · Cantatas BWV 82, 158, 56, Michael Schneider, La Stagione, Gotthold Schwarz (Capriccio)
- 2006 – J.S. Bach: Cantatas Vol. 38 (Solo Cantatas) BWV 52, 55, 82, 58. Masaaki Suzuki, Bach Collegium Japan, Peter Kooy (BIS)
- 2007 – German Baroque Cantatas. Stephan MacLeod, Gli Angeli Genève (Sony Classical)
- 2013 – Bach Cantatas for Bass BWV 82, 158, 56, 203. Ryo Terakado, il Gardellino, Dominik Wörner (Passacaille)